# 上島治忠
上島 治忠（うえしま はるただ、1906年11月16日 - 1989年6月5日）は、日本の実業家。上島コーヒーグループの創業者。奈良県磯城郡田原本町出身。上島忠雄は弟。

## 経歴・人物
1925年に畝傍中学校を卒業。翌年に上島商店(のちのウエシマコーヒーフーズ)を創業。1950年に社長に就任し、1970年に会長に就任した。
1989年6月5日急性腎不全のために神戸市の病院で死去。82歳没。